# Play.Goose
Play.Goose（プレイ グース）は、2018年に結成、始動された日本の音楽グループ。
ソニー・ウォークマンのPR企画「PlayYou.House」、それに引き続き活動していた「Goose house」の後身となるグループである。
「Goose house」として事実上の活動終了後、一部メンバー（後述）をコアメンバーとし、各々ソロ活動をしながら「Play.Goose」として楽曲制作やYouTubeにおけるライブ配信・動画投稿、コンサートなどを中心に行い、活動は多岐にわたる。

## 概要
『ハウスを飛び出し一人一人が自由に個性的に「世界一音楽を楽しむ場所」を目指して音楽を紡いでいく』をコンセプトに、常に一グループとして活動するのではなく、個々に活動しているシンガーソングライターが集まって、ソロ活動に軸足を置きながら『Play.Goose』として活動を活発にするスタンスをとっている。
下記で紹介するコアメンバーのほかに、フィーチャリングメンバーも存在する。YouTube配信やライブにも登場し全員で音楽を創り上げている。
略称は『Goose』（読み：グース）、『PG』。
ファンの呼称は、前身のGoose houseに引き続き『ハウスメイト』である。
現在フューチャリングメンバーとして出演しているのは、以下の4名である。
竹渕慶、竹澤汀、木村マサヒデ、神田莉緒香

## メンバー
本項目では、コアメンバーのみ詳細に紹介する。
なお、2018年11月の結成から現在に至るまで、新メンバーの公募は行われていない。
| 名前                           | プロフィール                        | パート                                                     | 備考 |
| ------------------------------ | ----------------------------------- | ---------------------------------------------------------- | --- |
| 工藤秀平 （くどう しゅうへい） | 1988年4月4日（37歳） 神奈川県横浜市 | ボーカル ギター ハーモニカ ボイスパーカッション タンバリン | - Play.Goose外ではK.K.としてグループ活動を行っている。 - Goose houseにおいて2014年からリーダーを担当し、現在もその役職は継続されている。         |
| マナミ                         | 1984年11月13日（40歳） 千葉県       | ボーカル ギター ドラム                                     | - Play.Goose外ではソロのシンガーソングライターとして活動している。 - グッズのデザインを担当することが多い。 - 動画の編集作業も一部担当している。 |
| ワタナベシュウヘイ             | 1988年11月1日（36歳） 大分県日田市  | ボーカル ギター ベース パーカッション                      | - アレンジメントも担当している。 - Play.Goose外ではソロのシンガーソングライターとして活動している。 - グループ内唯一の既婚者である。             |
| 沙夜香 （さやか）              | 1986年5月12日（39歳） 群馬県        | ボーカル ピアノ                                            | - グループ内唯一のピアノ演奏者である。 - Play.Goose外ではソロのシンガーソングライターとして活動している。                                        |

現在フューチャリングメンバーとして出演しているのは、以下の4名である。 竹渕慶、竹澤汀、木村マサヒデ、神田莉緒香

## 来歴

### 2018年
- 11月12日、YouTubeチャンネルが開設される。
- 11月26日、YouTubeライブ配信において『Play.Goose』の発足が発表される。[1]
- 12月22日、YouTubeライブ配信において『Play.Goose』名義としては初となる新曲『Play this song』を発表。同楽曲は2019年1月1日から音楽配信サイトにて配信が始まる5月末まで無料配布されていた。[2]

### 2019年
- 3月25日、YouTubeチャンネル登録者数が10万人を突破する。
- 3月27日・28日、Play.Goose結成後初となるコンサートツアー『Goose tours →83.』 が開催された。[2]
- 3月28日、コンサートツアー東京公演中において、ワタナベシュウヘイが結婚していたことが発表される。
- 5月31日、『Play this song』が各音楽配信サイトにて配信開始。それに伴い公式ホームページ特設サイトでの無料配信は終了。
- 9月21日から10月28日にかけて、コアメンバーのみでは初となる全国ツアーを開催した。開催地は東京・名古屋・大阪・札幌・仙台・広島・福岡の7箇所で、追加公演を含む計14公演を行った。[3]
- 9月21日、Play.Goose名義では初となるアルバム『∞Answers』をリリースした。

### 2020年
- 1月12日、Play.Goose結成後初となるアジアツアー『Play.Goose Asia Tour 2020』が開催された。

### 2021年
- 1月31日、韓国ドラマ『梨泰院クラス』の主題歌ワールドカバープロジェクトにて日本代表に選出される。
- 6月23日、公式アプリ『P.G@STAND ALONE』をリリースした。
- 7月14日、およそ1年半ぶりとなる有観客ライブ『TESTBED #1 Stand←not→Alone』が開催された。
- 9月16日から30日の日程で、東名阪ツアー有観客ライブ『TESTBED #3 Stand←not→Alone』を開催。新型コロナウイルス罹患者を出すことなくツアーを完走した。

### 2022年
- 2月25日、KT Zepp Yokohamaにてフェス形式でのライブ『P.G Fes2020→2022』が開催された。

## YouTube配信
Goose houseの活動内容でもあった、ストリーミングライブがYouTubeにおいて、チャンネルを新たに引き続き配信されている。撮影場所は『ガレージ』と呼ばれている。
毎回、カバー曲やGoose house時代のオリジナルソングが数曲演奏されたり、トークを行ったり、出演者のライブ・メディア出演等の発表・宣伝が放送内で行われる。
ライブ配信の頻度は、Goose house時代とは異なり不定期ではあるが、概ね1カ月に1回程度。ライブツアーや個人の活動等の理由から、これによらない時もあり、必ずしも行われるとは限らない。
放送日から次回のライブ配信までの間に、前回のライブ配信で披露した楽曲が単体で投稿される。Goose house時代とは違い、ライブ配信終了後のアーカイブは後日別に投稿される。次回放送日時は本放送内で告知を行うのではなく、後日、放送直近に投稿される動画やコアメンバーやグループ公式のTwitter上で告知される傾向にある。過去には、ナンバリング付きの放送の際は『カウントダウン動画』が投稿されたとこもある。
ライブ配信の際、ほぼ毎回、放送準備等の理由により数分から30分程度の遅れ（遅刻）が生じ、メンバー及び視聴者のなかでも恒例のものとなっている。ライブ配信の開始時刻を公表する際は、必ず「頃」が付き、定刻に始まることはほとんどない。放送時間については、概ね2時間から長くて3時間前後であるが、急遽企画された生放送については1時間前後で終了する回もある。
ライブ配信中のメンバーとコミュニケーションを取るツールとして、YouTubeのチャット機能のほか、Twitterが使われる。その際に使用されるハッシュタグは『#PlayGoose』。このハッシュタグをつけて感想等をツイートすると、メンバーが投稿を見つけオンエア中に紹介されることがある。ついっぷるトレンドのHOTワードランキング上位を目指す企画も行われている。
ライブ配信では披露されていないカバー楽曲やオリジナル曲が単体で投稿されるケースもある。

### 生放送日程及び登場ゲスト
本グループでは、コアメンバー+ゲスト（もしくは、フィーチャリングメンバー）という出演形態をとっており、毎回出演するゲストが異なる。コアメンバーのみで放送を全うすることもある。第6回放送以降では、電話でのゲスト出演も行われている。
「Play.Goose」以降のタイトル表記は、出演ゲストの有無によって異なる。『#数字』は、コアメンバーとフィーチャリングメンバーが揃った回にのみ1進む。コアメンバーのみでの放送は、『月+年』で表記される。
| 放送回数 | 日程           | タイトル                                                 | サブタイトル                                             | ゲスト                                                                               | アーカイブ |
| -------- | -------------- | -------------------------------------------------------- | -------------------------------------------------------- | ------------------------------------------------------------------------------------ | ---------- |
| 第1回    | 2018年11月26日 | 『Play.Goose #1』                                        | あれから64日が経って                                     | 木村正英（K.K.）、竹渕慶、竹澤汀、神田莉緒香                                         | ○          |
| 第2回    | 2018年12月22日 | 『Play.Goose #2』                                        | オトノナルホウヘ→                                        | 木村正英（K.K.）、竹渕慶、竹澤汀                                                     | ○          |
| 第3回    | 2019年1月31日  | 『Play.Goose #3』                                        | 光るなら                                                 | 木村正英（K.K.）、竹澤汀、本名陽子                                                   | ○          |
| 第4回    | 2019年2月28日  | 『Play.Goose #3.9』                                      | この指とまれ                                             | カジサックハウス（カジサック、エハラマサヒロ、松浦志穂、持山翔子）                   | ○          |
| 第5回    | 2019年4月30日  | 『Play.Goose #4』                                        | Goose tours 「→83.」東京公演 全編ノーカット放送          | 下記コンサート項目参照。                                                             | ×          |
| 第6回    | 2019年5月31日  | 『Play.Goose #May 2019』                                 |                                                          | 市川喜康（電話出演）                                                                 | ○          |
| 第7回    | 2019年7月26日  | 『Play.Goose #July 2019』                                |                                                          | 橋口洋平(wacci)（電話出演）                                                          | ○          |
| 第8回    | 2019年8月21日  | 『Play.Gooseから5つのおしらせ 緊急"告知"生放送』         |                                                          |                                                                                      | ○          |
| 第9回    | 2019年11月16日 | 『Play.Goose #November+ 2019』                           | サケベミライへ→                                          | 竹澤汀（電話出演）                                                                   | ○          |
| 第10回   | 2019年12月27日 | 『Play.Goose #5』                                        | Reiwa 1st Year End show !〜胸騒ぎナビゲーション〜        | 木村正英（K.K.）、竹澤汀、神田莉緒香                                                 | ○          |
| 第11回   | 2020年1月26日  | 『Play Goose #January+ 2020』                            | Count Up!                                                | 木村正英（K.K.）（電話出演）、竹澤汀、持山翔子、小川尚希(Cinématographe)（電話出演） | ○          |
| 第12回   | 2020年2月21日  | 『Play Goose #February 2020』                            | かくれんぼ                                               |                                                                                      | ○          |
| 第13回   | 2020年3月3日   | 『Play.Goose Open Lab 〜完全公開実験室〜#1』             | 無観客ライブ全編生配信                                   | 下記コンサート項目参照。                                                             | ×          |
| 第14回   | 2020年3月22日  | 『Play.Goose #6』                                        | Play.Goose Fes 史上最長の予告編！                        | 木村正英（K.K.）、竹澤汀                                                             | ○          |
| 第15回   | 2020年3月29日  | 『Play Goose #March 2020』                               | 海賊旗                                                   |                                                                                      | △          |
| 第16回   | 2020年4月26日  | 『Covid vs Play Goose and housemate #1』                 | Play.Goose 1st tour ∞ Answers 札幌公演ノーカット放送     |                                                                                      | ×          |
| 第17回   | 2020年5月2日   | 『Covid vs Play Goose and housemate #1』                 | Play.Goose 1st tour ∞ Answers 東京追加公演ノーカット放送 |                                                                                      | ×          |
| 第18回   | 2020年5月18日  | 『短めの緊急生放送！』                                   | CMソング制作秘話・近況報告                               |                                                                                      | ×          |
| 第19回   | 2020年5月31日  | 『Covid vs Play Goose and housemate #2』                 | 新生活へ舵をとれ！                                       |                                                                                      | ×          |
| 第20回   | 2020年8月29日  | 『Streaming Live Play.Goose #August 2020』               | Reversi                                                  |                                                                                      | ○          |
| 第21回   | 2020年10月31日 | 『Covid vs Play Goose and housemate #3』                 | Play.GooseとおうちでHalloween！スペシャル                |                                                                                      | ○          |
| 第22回   | 2020年12月26日 | 『Play.Goose Garage Session Live 2020』                  | Yell→2021                                                |                                                                                      | ×          |
| 第23回   | 2021年2月4日   | 『「はじまり」感想報告会改めPlay.Gooseトーク生配信』     |                                                          |                                                                                      | ×          |
| 第24回   | 2021年6月23日  | 『緊急重大告知生放送』                                   |                                                          |                                                                                      | 〇         |
| 第25回   | 2021年6月28日  | 『今月2度目の大告知生放送』                              |                                                          |                                                                                      | ○          |
| 第26回   | 2021年8月29日  | 『We come back！Streaming Live Play.Goose #August 2021』 |                                                          |                                                                                      | ○          |
| 第27回   | 2021年10月31日 | 『Streaming Live Play.Goose #October 2021』              |                                                          |                                                                                      | ○          |
| 第28回   | 2021年11月26日 | 『"Little" Streaming Live Play.Goose』                   | Thank you for 3 years Talk Live                          |                                                                                      | ○          |
| 第29回   | 2021年12月16日 | 『Play.Gooseのうれしはずかし緊急生放送』                 |                                                          |                                                                                      | ○          |
| 第30回   | 2021年12月29日 | 『Garage Session Live 2021』                             | goose tie up history                                     |                                                                                      | ×          |
| 第31回   | 2022年1月23日  | 『Streaming Live Play.Goose #January 2022』              | 新春！ソロ対バン生放送                                   |                                                                                      | ○          |
| 第32回   | 2022年3月21日  | 『P.G Fes「アフタートーク」生放送！』                    |                                                          |                                                                                      | ○          |
| 第33回   | 2022年4月23日  | 『Streaming Live Play.Goose #April 2022』                |                                                          |                                                                                      | ○          |
| 第34回   | 2022年5月29日  | 『Streaming Live Play.Goose #May 2022』                  |                                                          |                                                                                      | ○          |
| 第35回   | 2022年6月29日  | 『Streaming Live Play.Goose #June 2022』                 |                                                          |                                                                                      | ○          |
| 第36回   | 2022年7月30日  | 『Streaming Live Play.Goose #July 2022』                 | 時代が俺に追いついた                                     |                                                                                      | ○          |
| 第37回   | 2022年8月30日  | 『Streaming Live Play.Goose #August 2022』               | わたしのマイルール                                       |                                                                                      | ○          |
| 第38回   | 2022年9月29日  | 『Streaming Live Play.Goose #September 2022』            | あなたの人生の名場面                                     |                                                                                      | ○          |
| 第39回   | 2022年10月30日 | 『Play.Goose Streaming Live #October 2022』              | 今まであなたが選んできたもの                             |                                                                                      | ○          |
| 第40回   | 2022年11月30日 | 『Play.Goose Streaming Live #November 2022』             | あなたが忘れられない言葉                                 |                                                                                      | ○          |
| 第41回   | 2022年12月28日 | 『Garage Session Live 2022』                             | DOOR                                                     |                                                                                      | ×          |
| 第42回   | 2023年1月28日  | 『Play.Goose Streaming Live #January 2023』              |                                                          |                                                                                      | ○          |
| 第43回   | 2023年2月26日  | 『Play.Goose Streaming Live #February 2023』             | 新春ライブ祭り～リベンジ～                               |                                                                                      | ○          |
| 第44回   | 2023年3月26日  | 『Play.Goose Streaming Live #March 2023』                | 何かしらの発表                                           |                                                                                      |            |
| 第45回   | 2023年4月22日  | 『Play.Goose Streaming Live #April 2023』                | 全国ツアー日程発表                                       |                                                                                      |            |

### コロナ禍における取り組み
新型コロナウイルス感染症拡大に伴い、ライブハウス等でのコンサート活動が軒並み中止または延期されるなど影響を受けた。しかし、感染防止に留意したうえでYouTubeでの動画配信は継続した。生放送のみならず、プレミア公開という形で、過去のライブ映像を全編無料公開を行うなど、メンバー間や運営スタッフとの度重なる協議で様々な形態の動画配信がなされている。
特筆すべき点として、2021年5月28日19時より、過去のライブ映像配信と同時に24時間限定で、コロナ禍で奮闘されている方や組織へ向けてドネーションを募集した。返礼品としてポストカードがプレゼントされた。

## 公式アプリ
本グループ専用のプラットフォームアプリとして『P.G@STAND ALONE（読み：ピージー アット スタンド アローン）』がリリースされている。
各種SNSや動画配信サービスなどの、いわゆる"大人の事情"にとらわれずに、グループのコンセプトである、"世界一オンガクを楽しむ"ために作られた。また、本アプリは、コアメンバーがテクノロジーチームとともに開発から携わることで完成した。2021年6月23日のリリース現在、実証実験の段階であり、今後、機能の追加が見込まれる。
無料の会員登録を行うと『Deep Garage』というコンテンツを閲覧することができ（機能詳細、後述）、会員を総称して『ガレージメイト』と呼ばれている。
プラットフォームアプリを、メンバーとハウスメイトの『家』、メンバーの居住地を『ガレージ』とし、ファンの愛称である『ハウスメイト』にちなみ『ガレージメイト』とした。また、『Deep Garage』はガレージの中でも、秘密の鍵が必要な場所であり、ガレージメイトしか持てない秘密の鍵を手にしてほしいという思いが込められている。

### 機能
- TOPIC
  - グループの発表やお知らせを確認することができる。
- YouTube VIDEO
  - YouTube上に投稿された動画を見ることができる。（YouTubeのサイトへジャンプする。）
- P.G@STAND ALONE VIDEO
  - 本アプリの限定動画を視聴することができる。
- SPECIAL THANKS
  - 現在、調整中。
- SNS
  - Twitterのメンバーの投稿や、#PlayGooseのついた投稿を集約し確認できる。
- Deep Garage（ガレージメイト限定ページ。無料会員登録が必要。）
  - DEEP GARAGE VIDEO
    - ガレージメイト限定動画が視聴できる。

  - P.G LIVING[注釈 20]
    - コアメンバーとガレージメイトとの独自のSNS。コンセプトは、"リビングみたいなSNS"。メンバー間の話し合い等を可視化するために開発された。
- Live
  - ライブスケジュールの確認や、チケットの応募が可能。LivePocket -Ticket-のサイトにジャンプする。しかし、後述の体調管理機能において、ライブ開催前10日間の体調入力が行われていないと、チケットの応募や有観客ライブへの参加はできない仕組みになっている。
- AIによる体調管理機能
  - 10日間分、自分の体温と体調をアプリに入力すると、AIと医師がその時点の、 コロナウイルスなどへの罹患の可能性を判断してくれるもの。
  - 有観客ライブの参加可否を判断する一つの材料となる。コアメンバーによる公演のみならず、各メンバーのソロライブでも導入されている。
  - 体調入力を行うと、日替わりでメンバーの音声を聴くことができる。
  - 体調入力が行われていないと、通知が来るように設定することができる。

## ディスコグラフィ

### アルバム
|     | リリース日    | タイトル |
| --- | ------------- | -------- |
| 1st | 2019年9月21日 | ∞Answers |

### 配信限定（オリジナル）
| リリース日             | タイトル       |
| ---------------------- | -------------- |
| 2019年1月1日           | Play this song |
| 2021年2月4日0：00(JST) | はじまり       |

### 配信限定（カバー）
- Circle of Life（ディズニー映画「ライオン・キング」より）
- 君はともだち（ディズニー映画「トイ・ストーリー　シリーズ」より）
- A Whole New World（ディズニー映画「アラジン」より）
  - 第15回ライブ配信にて『Circle of Life』を披露したところ、その楽曲披露の反響の声がディズニーに届き、ディズニーの公式配信サービス『Disney+ 』を応援する形としてカバー楽曲と配信する運びとなった。配信は期間限定であり、2020年9月19日から1年間を予定している。

### タイアップ
- プロポーズ（『アイプリモ』CMソング）
  - Play.Gooseが2コーラス目以降を制作。作詞作曲家の市川喜康とワタナベシュウヘイが偶然出会ったことをきっかけに、市川喜康プロデュースのもと制作する運びになった。
  - 『プロポーズ 2019』と題され、Play.Gooseの新曲として『∞Answers』に収録された。
- 千寿製薬マイティアCLブランドCMソング
  - オンエアされている曲のほかにもう1パターン存在し、合計2パターン制作された。
- Count Up!（『トーンモバイル for docomo』CMソング）
- まあるい目（ハウス食品『フルーチェ』CMソング）

## コンサート
本項では、コアメンバー全員が出演するライブのみ記載する。

### ワンマンライブ
| 回数 | コンサートタイトル                                   | 日程                         | 都市      | 会場                | 出演ゲスト                                                                   |
| ---- | ---------------------------------------------------- | ---------------------------- | --------- | ------------------- | ---------------------------------------------------------------------------- |
| 1st  | Goose tours 「→83.」                                 | 2019年3月28日                | 大阪      | Zepp Osaka Bayside  | 持山翔子                                                                     |
| 1st  | Goose tours 「→83.」                                 | 2019年3月29日                | 東京      | Zepp DiverCity      | 持山翔子、カジサックハウス                                                   |
| 2nd  | Play.Goose 1st tour ∞ Answers                        | 2019年9月21日                | 名古屋    | NAGOYA ReNY limited |                                                                              |
| 2nd  | Play.Goose 1st tour ∞ Answers                        | 2019年9月28日                | 大阪      | BIG CAT             |                                                                              |
| 2nd  | Play.Goose 1st tour ∞ Answers                        | 2019年9月29日                | 広島      | Hiroshima CAVE-BE   |                                                                              |
| 2nd  | Play.Goose 1st tour ∞ Answers                        | 2019年10月13日               | 札幌      | COLONY              |                                                                              |
| 2nd  | Play.Goose 1st tour ∞ Answers                        | 2019年10月21日               | 仙台      | MACANA              |                                                                              |
| 2nd  | Play.Goose 1st tour ∞ Answers                        | 2019年10月26日               | 福岡      | BEAT STATION        |                                                                              |
| 2nd  | Play.Goose 1st tour ∞ Answers                        | 2019年10月28日               | 東京      | LIQUIDROOM          |                                                                              |
| 2nd  | Play.Goose 1st tour ∞ Answers                        | 2019年12月2日                | 名古屋    | ReNY limited        |                                                                              |
| 2nd  | Play.Goose 1st tour ∞ Answers                        | 2019年12月18日               | 東京      | マイナビBLITZ赤坂   |                                                                              |
| 3rd  | Play.Goose Asia Tour 2020                            | 2020年1月12日                | 台湾/台北 | THE WALL公館        |                                                                              |
| 4th  | P.G Fes2020→2022                                     | 2020年3月22日 →2022年2月25日 | 横浜      | KT Zepp Yokohama    | Cinématographe（竹澤汀・持山翔子・小川尚希）、22（Ｙuu・浅見卓矢・田中綾美） |
| 5th  | TESTBED #1 Stand←not→Alone                           | 2021年7月14日                | 東京      | 代官山 SPACE ODD    |                                                                              |
| 6th  | TESTBED #3 Stand←not→Alone                           | 2021年9月16日                | 東京      | duo MUSIC EXCHANGE  |                                                                              |
| 6th  | TESTBED #3 Stand←not→Alone                           | 2021年9月25日                | 名古屋    | NAGOYA ReNY limited |                                                                              |
| 6th  | TESTBED #3 Stand←not→Alone                           | 2021年9月30日                | 大阪      | BIG CAT             |                                                                              |
| 7th  | Play.Goose "Live" Tour 2023 ～ ∞ Evolutions ～（仮） | 2023年7月30日                | 札幌      | PLANT               |                                                                              |
| 7th  | Play.Goose "Live" Tour 2023 ～ ∞ Evolutions ～（仮） | 2023年8月5日                 | 福岡      | BEAT STATION        |                                                                              |
| 7th  | Play.Goose "Live" Tour 2023 ～ ∞ Evolutions ～（仮） | 2023年8月11日                | 名古屋    | Electric Lady Land  |                                                                              |
| 7th  | Play.Goose "Live" Tour 2023 ～ ∞ Evolutions ～（仮） | 2023年8月12日                | 大阪      | umeda TRAD          |                                                                              |
| 7th  | Play.Goose "Live" Tour 2023 ～ ∞ Evolutions ～（仮） | 2023年8月20日                | 仙台      | LIVE HOUSE enn 2nd  |                                                                              |
| 7th  | Play.Goose "Live" Tour 2023 ～ ∞ Evolutions ～（仮） | 2023年8月27日                | 広島      | Hiroshima CAVE-BE   |                                                                              |
| 7th  | Play.Goose "Live" Tour 2023 ～ ∞ Evolutions ～（仮） | 2023年9月7日                 | 東京      | LIQUIDROOM          |                                                                              |

#### 備考
- 1stコンサート開催前に、メンバーのマナミのデザインによって『はじめてバッジ』が発明される[11][12]。缶バッジほどの大きさで、中央に『グースちゃん』という名のガチョウの絵が描かれており、くちばしが初心者マークになっている。アーティストのライブ会場へ初めて足を運ぶ人を対象とし、大阪・東京公演の各会場受付にて希望者に無料で配布された[注釈 28]。開発経費はリーダー工藤秀平の自腹である。2ndコンサートでは、一グッズとして販売された。
- 1stコンサート東京公演において、ワタナベシュウヘイが結婚していることを発表。ステージ上で改めてプロポーズを行った。
- 1stコンサート東京公演を2019年4月30日19:00(JST)より1回限りの生放送としてYouTubeにて全編ノーカットで放送された。コンサート映像を無料でかつ全編公開は異例である。なお、事前にスクリーンショット、画面録画、録音は控えるようアナウンスされていた。
- 2ndコンサートはコアメンバーのみで行った全国ツアーである。
- 2ndコンサートのチケットは、当初、先着順で販売された。しかし、予想を大きく上回るアクセスがあり、LivePocket -Ticket-のサーバーがダウンするなどの影響が出たことを受け、抽選制へと切り替え販売した。キャンセル分の再販や追加販売等が何度かあったものの、追加公演を含むすべての公演が完売した。
- 2ndコンサートでは、新たな試みとして、名古屋・大阪・広島・札幌・福岡の5会場限定で『Play.Goose 1st tour ∞ Answers〜Little acoustic〜』と題し、1時間前後のミニ公演が昼公演として行われた。
- 2ndコンサートの各会場限定で、1stアルバム『∞Answers』が販売された。
- 2ndコンサート名古屋公演では、グッズの『海賊旗』が公演当日会場に届かず、販売できないというハプニングがあった。後日、名古屋限定で追加拡大公演が行われ、来場者全員にコアメンバー全員の直筆サイン入り海賊旗がプレゼントされた[注釈 29]。
- 3rdコンサートは、グループ結成後では初となるアジアツアーとなる。
- 3rdコンサートでは、香港公演も予定されていたが、開催地における安全の確保が難しいとの判断により中止となった[13]。
- 3rdコンサートで披露された曲『サケベミライヘ→』が2020年1月26日放送のYouTube配信にて公開された。
- 4thコンサートは、グループ結成後初の試みとなる、フェス形式での開催となった。
- 4thコンサートは、新型コロナウイルス感染拡大につき、政府からの大規模イベント自粛延長の要請に伴い、延期が決定した。当日はタイトルを新たに『Play.Goose #6』としてYouTube上で生放送を行った。その後、長期間の関係各所との協議の末、第30回YouTube生配信にて、開催日程が2022年2月25日に決定したと報告された。当初の予定より705日、フューチャリングメンバーを率いてのライブとしては1064日を経て開催が実現した。
- 4thコンサートの正式なタイトルを『P.G Fes2020→2022』とすることが、2022年1月22日付けツイートにて発表された。さらに追加ゲストの参加も決定した。
- 4thコンサートでは、昨今の情勢を鑑みオンラインでも配信される（要有料チケット）。なお、会場チケットを所持していれば、配信での参加を選択することもでき、公演日翌日から起算し1カ月間、配信アーカイブが見放題となる[注釈 30]。
- 5thコンサートと6thコンサートは、公式アプリの体調管理機能を活用し、新型コロナウイルス感染症に対する、安心で安全なライブを行うための実証実験である。少人数かつ座席間隔を広く取ったうえで完全着席制にする、さらに医師を常駐させるなど様々な対策を講じたうえで開催された。また、公式アプリの機能を使用するという性質上、ガレージメイト限定コンサートとなる。
- 5thコンサート開催から2週間後、本公演において新型コロナウイルス感染症に罹患した観客及びメンバー、スタッフはいないことが発表された。
- 6thコンサートでは、全公演、公式アプリにおいて無料で生中継配信を行う。同時にドネーションを募集し、参加者全員に返礼品として、各会場で撮影された写真をポストカードにしてプレゼントされる。
- 6thコンサートにおいても、各会場ともライブ参加者に新型コロナウイルス感染症罹患者はいなかった。

### 公開実験室
本グループは、『やってみようコーナー』と題しライブやYouTubeなどで『新しい音楽表現』やコラボに挑戦する過程で、様々な『実験』を繰り返している。その『実験』を公開し、ハウスメイトと一緒にコミュニケーションを取りながら、新しいものを創り上げることを目的とし企画された。
『#1』では、フィーチャリングメンバーでもある木村正英を中心とした『Play.Goose Back Band』がサポートメンバーとしてコアメンバーと共に演奏した。
公開実験室の参加者は『Play.Goose Labmate （プレイグース ラボメイト）』と呼ばれ、バッジがプレゼントされる。
|     | タイトル                                 | 日程         | 都市 | 会場                      | 備考 |
| --- | ---------------------------------------- | ------------ | ---- | ------------------------- | --- |
| 1st | Play.Goose Open Lab 〜完全公開実験室〜#1 | 2020年3月3日 | 東京 | LIQUIDROOM （無観客開催） | - 新型コロナウイルスに関する安全対策についての協議でチケットの当選発表が遅れている。 - 新型コロナウイルスによる感染症拡大が懸念されるため、会場から無観客でライブを行い、無料でYouTubeにてライブ配信を行うこととなった。また、翌年の3月6日には全編の再放送を行った。 - 1口1000円（最大5口まで）で寄付も行うことができた。 |

### 出演コンサート

#### 2019年
- BackpackFESTA2019（大阪・東京）
  - 2月15日（金）グランキューブ大阪
  - 2月20日（水）神奈川県民ホール
- I.S.O FES.（茨城）
  - 5月26日（日）千波湖ふれあい広場

- OTODAMA SEA STUDIO 2019「あぁ！夏休み！ 2019」（神奈川）
  - 7月21日（日）三浦海岸 OTODAMA SEA STUDIO
- 2019 搖滾台中 ROCK IN TAICHUNG（台中）
  - 9月7日（土）～8日（日）台湾台中市・文心森林公園

#### 2020年
- PEACE DAY 2020
  - 9月21日（月）（オンラインにて実施）
- さだまさしカウントダウンin 国技館
  - 12月31日（金）（オープニングアクトで出演）

#### 2022年
- さだまさしカウントダウンin 国技館
  - 12月31日（土）（オープニングアクトで出演）